# Паляваам
Паляваам (в верховье Каленмываам, у истока Нойнытылян) — река в Чукотском автономном округе России, протекает по территории Иультинского и Чаунского районов. Длина — 416 км. Площадь бассейна — 12 900 км².

## Гидроним
Паляваам в переводе с юкагир. пиэльэ-ваам — «горная река»; Каленмываам с чукот. — «пёстрая река».
Впервые нанесена на карту в 1746 году Тимофеем Переваловым во время экспедиции под началом Д. И. Павлуцкого.

## Гидрология
Весенний ледоход в низовьях Паляваама происходит в первых числах июня, к середине месяца река очищается ото льда. В августе возможны паводки. Лёд на реке появляется в середине сентября, окончательно замерзает в середине октября. Зимой в долине и в русле реки образуются наледи.
Питание реки в основном снеговое. Среднемноголетний расход воды в устье 80 м³/с (объём стока 2,525 км³/год). Водный режим характеризуется летним половодьем, осенними дождевыми паводками и устойчивой зимней меженью. На лето проходится около 95 % годового водного стока.

## Течение
Паляваам берёт начало в одном из центральных ущелий южных отрогов Паляваамского хребта. Загибая дугу от юго-западного направления к северо-западному, река стремится к морю.
На пути следования Каленмываам принимает такие крупные притоки как Мэйнуттыкин, Пустынная и Левтуттывеем.
Примерно в 22 км от берега Чаунской губы Паляваам делится на две протоки: одна уходит влево и вливается в реку Чаун справа, другая уходит направо и течёт протокой Паляваам, затем сливаясь с рекой Чаун образует Чаун-Паляваам, впадающий в Чаунскую губу Восточно-Сибирского моря. В свою очередь, после впадения левой протоки Паляваама в Чаун, от Чауна отделяется влево сначала протока Танай, затем протока Чаун. Танай впадает в протоку Чаун слева, затем воды обеих проток впадают в Пучьэвеем справа. Меж всей этой системой существуют также множество безымянных проток, соединяющих между собой воды трёх крупных рек и образующих множество заболоченных островов, крупнейший из которых Айопечан.
Толщина многолетнемёрзлого слоя в долине Паляваама доходит до 500 метров.

## Хозяйственная деятельность
Через Паляваам в среднем течении в 2003 году был построен двухсотметровый автомобильный мост (220-й км трассы 77К002 Певек — Эгвекинот), вблизи которого находится заброшенный посёлок гидрологов Паляваам. С 1972 года на реке была развёрнута сеть гидрометеорологических постов.
В бассейне Паляваама имеются месторождения россыпного золота, олова, ПГС.

## Прибрежная флора
По бассейну Паляваама проходит восточная граница распространения большинства видов растений, здесь же обнаружена самая богатая флора континентальной Чукотки (около 390 видов сосудистых растений). На всём протяжении реки её окружает безлесая тундра, при этом в пойме ниже впадения притока Выквыльвэгыргын произрастает несколько чозений высотой 6-7 метров.
В пойме и горном правопобережье реки в среднем течении в 1983 году был учреждён ботанический памятник природы «Паляваамский» общей площадью 96,4 км². Здесь отмечено 19 редких видов мхов, а также листоватый лишайник, занесённый в Красную книгу.

## Ихтиофауна
В реке водится 18 видов рыб, из них промысловое значение имеют проходные формы: горбуша, кета, голец, нельма, омуль, мальма, азиатская корюшка, сибирская ряпушка, а также пресноводные — чир, восточносибирский хариус, пыжьян, тонкохвостый налим.

## Притоки
Объекты по порядку от устья к истоку ( км от устья: ← левый приток | → правый приток | — объект на реке ):

| - 8 км: ← Элькаквун - 22 км: ← река без названия - 65 км: → Палярыннат - 76 км: ← Илистый - 86 км: ← Ивовый - 92 км: ← Безымянный ← Янракарнунгваамкай - 106 км: ← Карпунгвеем ← безымянная левая протока Паляваама ← Тыльвылькывеемкэй ← Экээскывеемкэй ← Каменистый ← Поннэгыргын - 119 км: → Пограничный - 126 км: → Отдельный → Начальный - 146 км: → Промежуточный - 154 км: ← Наледевый → Двойной → Гыркувеем - 160 км: ← Левтуттывеем | — 77К002 → Мычагыргын → Мычагрыннат ← Светлая ← Выквыльвэгыргын ← Кооквын ← Нижний Роморыннэт → Крутой → Зоркий → Северный → Мэчек ← Средний Роморыннэт → Малый Роморыннэт → Роговая ← Верхний Роморыннэт ← Чинатэнмээм (Ледяная) → Обезглавленный ← Озёрный → Энмээм → Ледниковый ← Пустынная (Ытлеваам) | ← Ясный → Бурун ← Кэниткувеем → Перевальный → Озёрная → Наледевая ← Реечный ← Молоток ← Мэйнуттыкин → Суйдинка → Пэкычъын — оз. Ачьыквыгытгын → Аргишный ← Берложий ← Каньон ← Каменка → Находка ← Энмыкагыргын (Широкая) ← Каленмы-Въарэвар (Орлиная) → Узкая ← Каленмыгрыткин |